# Enicocephalomorpha
Los enicocefalomorfos (Enicocephalomorpha, gr. "cabeza unica") son un infraorden de insectos heterópteros del orden hemípteros.  Este infraorden se creía anteriormente que estaba relacionado con Reduviidae debido a las similitudes en la estructura de la cabeza. Los entomólogos creen ahora que es lo suficientemente diferente de los otros hemípteros que constituyen un suborden separado y probablemente representan el grupo basal, grupo hermano del resto del orden.
Alrededor de 430 especies descritas en 65 géneros, de distribución predominantemente tropical.

## Familias
- Enicocephalidae
- Aenictopecheidae